# هيرناني
هيرناني أزيفيدو جونيور (بالبرتغالية: Hernani Azevedo Júnior‏) هو لاعب كرة قدم برازيلي في مركز الوسط ولد في يوم 27 مارس 1994 في بلدة ساو غونشالو دو سابوكاي في البرازيل، يلعب حالياً مع نادي زينيت سانت بطرسبرغ وسبق له اللعب مع نادي سانت إتيان وأتلتيكو باراناينسي ونادي جوينفيل، لعب مع منتخب البرازيل تحت 17 سنة لكرة القدم ويبلغ طوله 188 سم.

## روابط خارجية
- هيرناني على موقع إي إس بي إن إف سي (الإنجليزية)
- هيرناني على موقع قاعدة بيانات كرة القدم.إي يو (الإنجليزية)
- هيرناني على موقع Soccerway.com (الإنجليزية)
- هيرناني على موقع عالم كرة القدم.نت (الإنجليزية)
- هيرناني على موقع AS.com (الإسبانية)